# Use Your Illusion World Tour
Use Your Illusion World Tour var en turné av bandet Guns N' Roses som pågick mellan 1991 och 1993. Med hela 192 spelningar hann bandet uppträda på arenor över hela jordklotet. Städer som Tokyo, Rio de Janeiro och Stockholm är ett urval av de platser som besöktes.

## Medlemmar

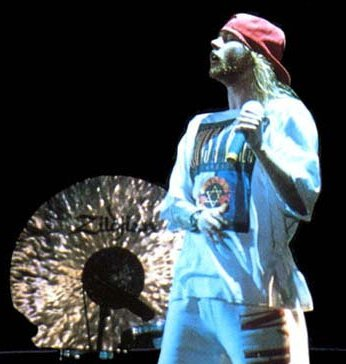
Axl Rose under "Use Your Illusion World Tour".

### Bandmedlemmar
- Axl Rose – huvudsång, bakgrundssång, piano (gitarr under "Dead Horse") (1991–1993)
- Slash – gitarr, bakgrundssång (1991–1993)
- Izzy Stradlin - rytmgitarr, bakgrundssång (huvudsång under "14 Years", "Dust N' Bones", "You Ain't The First" och "Double Talkin Jive") (1991), (1993 under en kort period)
- Duff McKagan – bas, bakgrundssång (huvudsång under "So Fine" och "Attitude") (1991–1993)
- Matt Sorum – trummor, slagverk, bakgrundssång (1991–1993)
- Gilby Clarke – rytmgitarr, bakgrundssång, ersatte Izzy Stradlin (1991–1993)
- Dizzy Reed – keyboard, piano, orgel, synt, slagverk, bakgrundssång (1991–1993)

### Övriga musiker
- Teddy Andreadis – keyboard, bakgrundssång, munspel, slagverk (1992–1993)
- Roberta Freeman – bakgrundssång (1992–1993)
- Traci Amos – bakgrundssång (1992–1993)
- Diane Jones – bakgrundssång (1992 under konserterna i Sydamerika, ersatte Traci Amos)
- Cece Worrall – blåsinstrument (1992–1993)
- Anne King – blåsinstrument (1992–1993)
- Lisa Maxwell – blåsinstrument (1992–1993)

## Spelade låtar
Vanligt förekommande sånger var bland andra: "Sweet Child O' Mine", "Welcome To The Jungle" och "Knockin' On Heaven's Door". Nedanstående låtlista är hämtad från en konsert i Tokyo, 1992. Vanligtvis var det just dessa låtar som spelades under hela turnén.
1. Nightrain
2. Mr. Brownstone
3. Live And Let Die
4. It's So Easy
5. Bad Obsession
6. Attitude
7. Pretty Tied Up
8. Welcome To The Jungle
9. Don't Cry
10. Doble Talkin' Jive
11. Civil War
12. Patience
13. You Could Be Mine
14. November Rain
15. Sweet Child O' Mine
16. So Fine
17. Rocket Queen
18. Move To The City
19. Knockin' On Heavens Door
20. Estranged
21. Paradise City

### De populäraste låtarna
Dessa låtar är de som spelades flest antal gånger under turnén.
1. Patience, Double Talkin' Jive - Antal spelningar: 140
2. Live And Let Die, Welcome To The Jungle - Antal spelningar: 139
3. November Rain - Antal spelningar: 137
4. Mr. Brownstone - Antal spelningar: 136
5. Sweet Child O' Mine - Antal spelningar: 135

## Förband
- Soundgarden
- Faith No More
- Skid Row
- The Smashing Pumpkins
- Blind Melon
- Brian May
- Nine Inch Nails